# زقية كريتية
الزقية الكريتية (باللاتينية: Petrorhagia cretica) نوع نباتي يتبع جنس الزقية من الفصيلة القرنفلية.

## الموئل والانتشار
موطنها بلاد الشام وقبرص وتركيا وأرمينيا واليونان.

## مرادفات للاسم العلمي
- (باللاتينية: Saponaria cretica L.)
- (باللاتينية: Fiedleria cretica (L.) Ovcz.)
- (باللاتينية: Tunica cretica (L.) Fisch. & C. A. Mey.)
- (باللاتينية: Tunica pachygona Fisch. & C. A. Mey.)
- (باللاتينية: Tunica cretica (L.) Fisch. & C. A. Mey. var. cretica)